# Hanbury Street

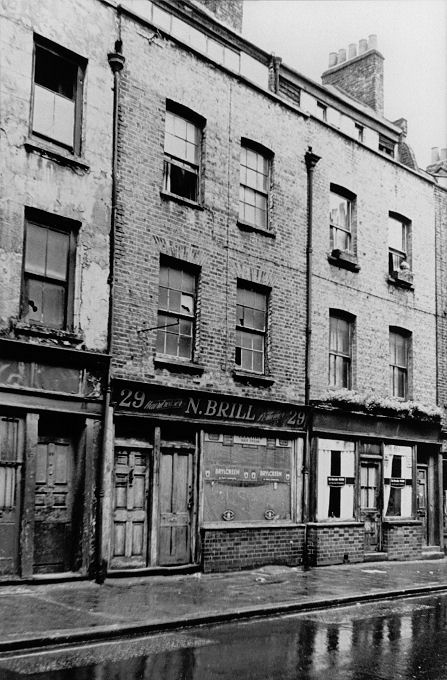
Ein Teil der Hanbury Street wie sie zur Zeit Jack the Rippers aussah. In der Mitte des Bildes ist 29 Hansbury Street zu sehen, in dessen Hinterhof Annie Chapman gefunden wurde. Heute steht an derselben Stelle eine ehemalige Brauerei.

Hanbury Street ist eine Straße im Londoner Stadtteil Spitalfields, die sich östlich von Commercial Street erstreckt. Ursprünglich hieß die aus dem 17. Jahrhundert stammende Straße Browne’s Lane.
Die Straße erlangte am 8. September 1888 traurige Berühmtheit, als um 6 Uhr morgens die Leiche von Annie Chapman im Hinterhof des Hauses Nummer 29 gefunden wurde. Sie gilt als zweites Opfer der vermuteten Mordserie durch Jack the Ripper. Heute dient Hanbury Street hauptsächlich als Wohn- und Geschäftsstraße. Das Haus Nummer 29 ist nicht mehr erhalten, an dessen Stelle steht heute ein Parkhaus.